# 蒙古国家档案馆
蒙古国家档案馆是蒙古国的国家档案馆，位于蒙古国首都乌兰巴托。

## 简介
蒙古早期档案并未流传下来。1921年经文和手稿研究所成立，成为蒙古第一个科学研究机构（后来形成蒙古科学院），也成为国家档案馆的前身。1948年，在蒙古科学院之下成立了中央档案馆（Central Archival Organization）。1957年，成为国家档案局（State Archives Administration）。1960年改隶蒙古人民共和国内政部。1996年8月，新一届国家大呼拉尔通过决议，将该馆由国家档案局更名为蒙古国家档案馆（National Archives of Mongolia），以求通过改组，改善档案服务，并将非政府组织（NGO）的资料纳入该馆的收藏范围。 
该馆收藏了自1674年以来的有关蒙古历史的档案文献约二百万件，略分为4个历史时期：清朝统治时期（Manchu）、博克多汗国时期（Kindom of Bogd Khan）、社会主义时期（Socialist）、民主时期（Democratic）。同时，该馆还藏有约800万米长的纪录片、约68万米长的录音资料、20万张照片。该馆还藏有古代汉文书契。 